# Peter Gotti
Peter Arthur Gotti (Nova York (Estat de Nova York), 15 d'octubre de 1939 - Butner (Carolina del Nord), 25 de febrer de 2021) anomenat « One Eyed Pete », va ser un gàngster estatunidenc
Era germà de John Gotti i va ser el cap en funcions de la família Gambino de 1999 a 2002 i el Padrí d'aquesta família des de 2002. Va intentar preservar la influència de la família Gotti sobre la família Gambino després de la detenció del seu germà i del seu nebot.

### Joventut i carrera inicial
Peter Gotti va néixer al barri del Bronx de Nova York el 15 d’octubre de 1939. És un dels tretze fills (dos dels quals van morir al néixer) de John Joseph Gotti Sr i Philoména DeCarlo coneguda com a " Fannie ". Entre els germans de Peter Gotti hi ha el padrí de la família Gambino des de 1985, John J. Gotti, Caporegime Gene Gotti i Richard V. Gotti i el soldat Vincent Gotti. Els germans van créixer a l'est de Nova York, al barri de Brooklyn. Peter Gotti es va casar amb Catherine el 1960 i és pare d'un noi, Peter Gotti Jr. El malnom de Peter Gotti és « One Eye » deriva de ser cec en un ull a causa d'un glaucoma.
Cap al 1960, amb 21 ans, Peter Gotti va començar a treballar com a soci de la família Gambino. El 1988, als 49 ans, la família entronitza Peter Gotti com associat. Però el seu germà John J. Gotti no creu que tingui l'habilitat per entrar a la màfia, d'aquí el seu malnom que subratlla aquesta reputació de " the Dumbest Don " (El Don més ximple). John J. Gotti nomena Peter com a gerent del Bergin Hunt and Fish Club i com a xofer per a ell i Gene. Malgrat la seva mala reputació, el 1989 Peter Gotti va ser ascendit a caporegime.
Igual que el seu pare, Peter Gotti té una feina legal com a escombriaire per al departament d’eliminació de residus domèstics de la ciutat de Nova York. Va començar el 1969 i finalment es va retirar del departament d'eliminació de residus domèstics amb una pensió d'invalidesa després de fer-se una ferida al cap amb la part posterior d'un camió d'escombraries el 1979.

### Cap a la presa de poder
L'abril de 1992, el seu germà, John J. Gotti, padrí de la família Gambino, va ser condemnat a cadena perpètua acusat de maquetes i delictes relacionats. John Gotti afirma les seves prerrogatives per mantenir el títol de patró de la família fins a la seva mort o jubilació transmetent les seves ordres a través del seu fill John A. Gotti i Peter, el seu germà. Els fiscals federals encarregats del cas diuen que Peter Gotti es va convertir en el líder actiu de la família després que Gotti Jr. fos enviat a la presó el 1999 i es creu que va substituir formalment el seu germà poc després de la mort.

### Condemna i empresonament
Al juny del 2002, uns dies abans de la mort del seu germà John, Peter Gotti va ser acusat d'estafa federal. Durant el judici de Peter Gotti, els fiscals federals revelen que Peter té una aventura romàntica amb la seva amiga de fa temps, Majorie Alexander. Alexander va reconèixer públicament aquest afer i va declarar durant la vista el seu amor per Peter Gotti. En resposta, Gotti, que es va sentir traït en veure aquesta relació revelada al gran públic, deixa de tenir tot contacte amb ella. Alexander es va suïcidar el 2004. Al mateix temps, la seva dona Catherine va demanar el divorci, que va finalitzar el 2006.
El març de 2003, va ser acusat i arrestat per intent d'extorsió de l'actor Steven Seagal, per activitats d'extorsió, estafes i blanqueig de diners als molls del port de Brooklyn i Staten Island. El 15 d'abril de 2004, el jutge Frederic Block, del United States District Court per al Districte Est de Nova York, condemna Peter Gotti a 9 anys i 4 mesos per càrrecs d'estafa i blanqueig de diners. Durant el judici, els advocats de Peter Gotti van assenyalar que era cec d'un ull, patia de goll, ciàtica, emfisema, artritis reumatoide, síndrome post-commoció cerebral i depressió.
El 22 de desembre de 2004, torna a ser acusat en un judici separat d'extorsió en el sector de la construcció i per l'elaboració d'un projecte d'assassinat contra Sammy Gravano, un ex consigliere que es va convertir en informant del govern i principal testimoni de l'acusació durant el judici del seu germà John Gotti. El 27 de juliol de 2005, el jutge Richard C. Casey condemna Peter Gotti a 25 anys per tots els càrrecs. Peter Gotti està detingut al Complex Correccional Federal de Butner. La seva data d'alliberament està fixada el 10 de setembre de 2031.
Al juliol de 2011, el periodista Jerry Capeci informa que Domenico Cefalù ha reemplaçat Peter Gotti com a padrí oficial de la família Gambino.
El 25 de febrer de 2021, Peter Gotti mor al Complex Correccional Federal a Butner a Carolina del Nord a l'edat de 81 anys.